# Králiky
Králiky (maďarsky Királyka) jsou obec v okrese Banská Bystrica na Slovensku. Leží v Kremnických vrších v nadmořské výšce nad 700 metrů. První písemná zmínka pochází z roku 1773, i když obec vznikla již dříve.

## Turismus
Je zde:
- východisko turistckých cest, zejména do oblasti přírodní památky Králická tiesňava, kde je mj. na Farebném potoce Kralický vodopád,[4][5]
- horolezecky zajímavé lokality,[6]
- středisko zimních sportů Králiky, blízko obce.[3][7]

### Reference

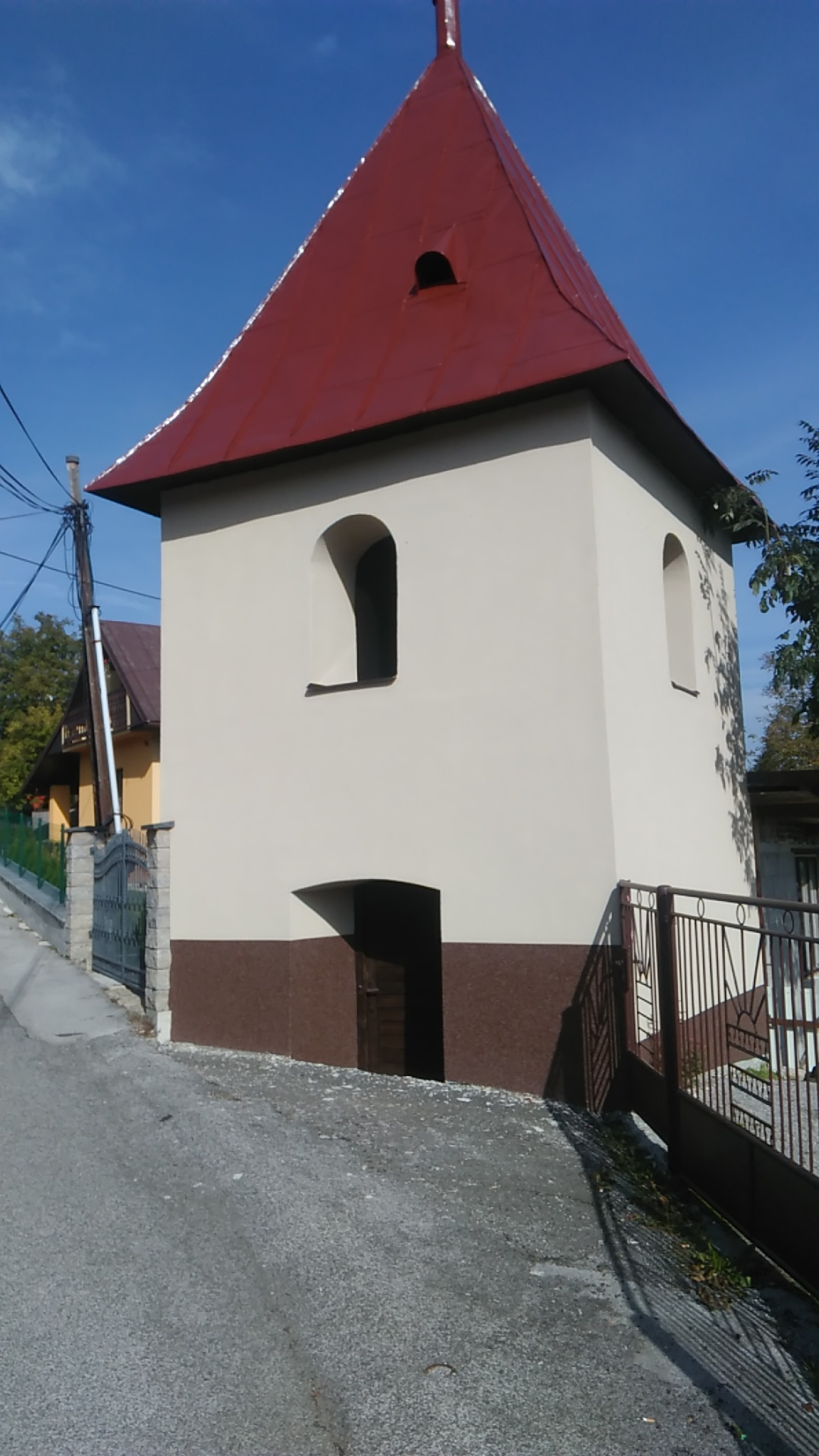
Králíky, Zvonice
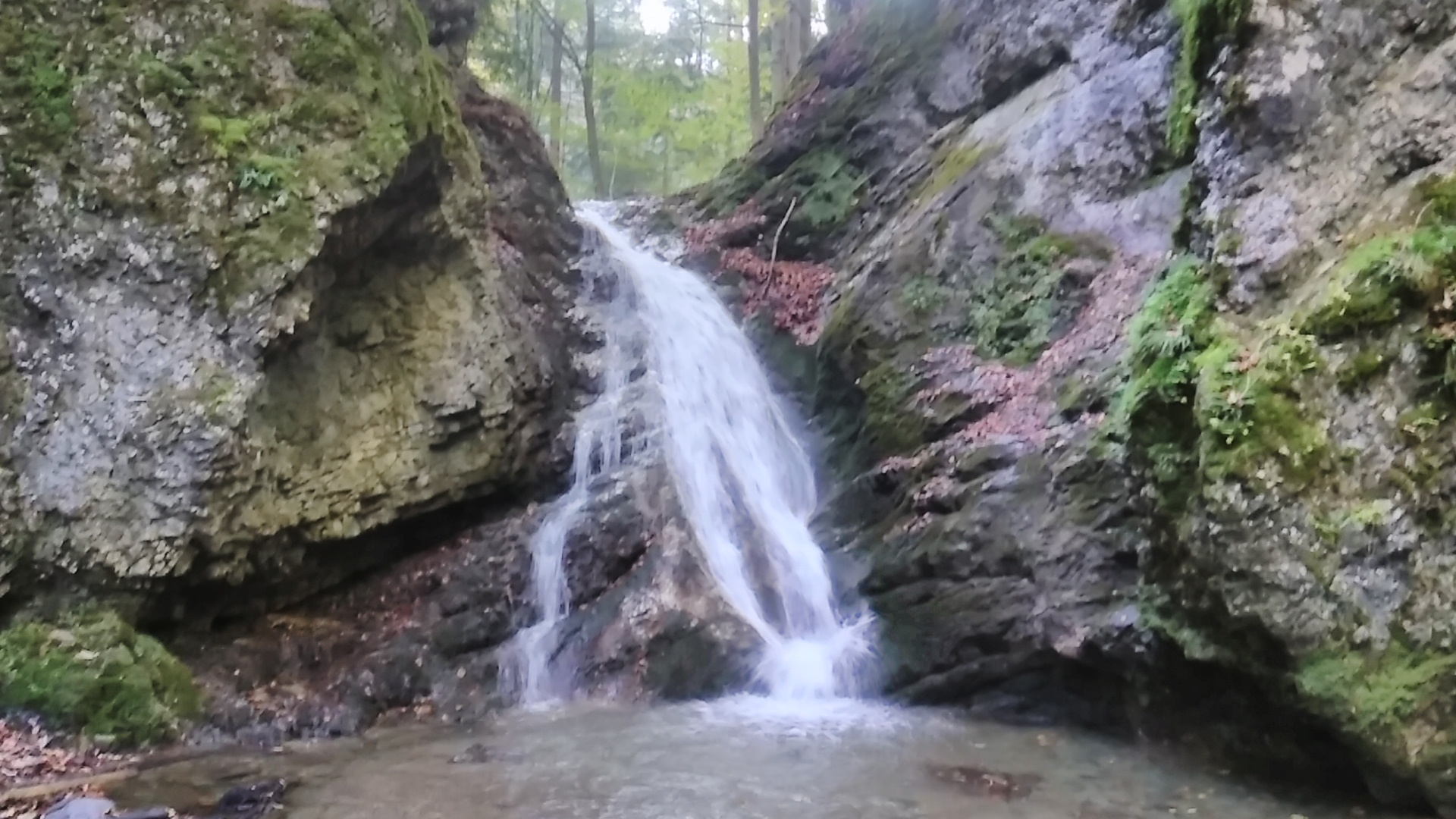
Králický vodopád